# 小川晃弘
小川 晃弘（おがわ あきひろ、1953年 - ）は、日本の経営者。トンボ鉛筆代表取締役社長。東京都出身。慶應義塾大学卒業、ダラス大学大学院修士課程修了。

## 経歴
ダラス大学大学院修了後、トンボ鉛筆に入社。企画部長、専務、副社長を経て2003年に小川洋平の後を受けて社長に就任。2004年には「手作りえんぴつ屋さん」、2005年には「木物語色鉛筆」、そして2006年には「おけいこえんぴつ・いろえんぴつ」などのヒット商品を発売した。
ほかに、トンボ鉛筆マーケティング本部長、技術研究所本部長、生産管理本部長、研究開発本部長などを務めた。